# ×と○と罪と
『×と○と罪と』（バツとマルとつみと）は、RADWIMPSのメジャー5枚目、通算7枚目のスタジオ・アルバム。2013年12月11日にユニバーサルミュージックのレーベル、EMI Records Japan(旧・EMIミュージックジャパン)から発売された。
前作『絶体絶命』からは約2年9ヶ月ぶりのリリース。 前作以降に発売されたシングルのうち、14thシングル収録の「シュプレヒコール」は未収録となっている。

## 概要
前作『絶体絶命』からは約2年9ヶ月ぶりのリリースとなった。ドラマー・山口智史が持病の局所性ジストニアの悪化のため休養する前の最後のアルバムである（ただし、のちに発売される『人間開花』『ANTI ANTI GENERATION』の一部の楽曲では休養前の山口が演奏を担当している）。
本作を携えたライブツアー「RADWIMPS GRAND PRIX 2014 実況生中継」が初の海外公演を含め33会場44公演で行われた（後述）。

## 制作・背景
アルバムの制作は2012年春から始められた。これは「シュプレヒコール」を録っていた時期とほぼ同じである。所属事務所の社長に次のアルバムをどうするか訊かれた際に、「前作よりも自分が感動できるものじゃないと出せない。その手応えを感じるまで待ってください」と野田は自分の気持ちを伝えた。そしてアルバムの方向性は全く考えず、「自分がワクワクできることに導かれるように楽曲を制作した」という。しかし、前作『絶体絶命』リリース直後に東日本大震災があり、それでもツアーを開催し、被災地へ行った時間が濃密なものであったため、バンドとしてすぐに音楽活動を始めようという雰囲気がなかったとも語っている。しかし、2012年3月11
日に楽曲「白日」を発表したことで、再び音楽活動をしようと思えたという。また、前述の震災を受けて楽曲制作に対するスタンスが変わったといい、「これまでのアルバム制作時にあった、苦しい葛藤などとはまた別の面で音楽と向き合えた」と山口は語っている。
野田にとってRADWIMPSは、「自分の夢を追いかけることのできるバンド」であり、「どこまでも覚悟持って引っ張っていこうという気持ちが今までで一番強いと感じている。だから4人で鳴らせる喜びが、今までのどのアルバムよりも強い」と語っている。
また「ブレス」は、前述のツアー「絶体延命」の一部公演で野田のピアノの弾き語りで披露され、2013年9月の野外ライブ『青とメメメ』で、本作のバンドバージョンが初めて披露された。
同じく前ツアー「絶対延命」の一部公演で披露されていた「キズモノ」は本作には収録されず、以降も音源化されていない。

## リリース・プロモーション
初回限定盤はケース付きのデジパック仕様となり、永戸鉄也とKYOTAROによる描き下ろしのアートブックレットを同封。さらに初回限定盤、通常盤ともに2014年2月から行われるツアー「RADWIMPS GRAND PRIX 2014 実況生中継」の先行予約情報も封入される。
アルバムの発売に先駆けて、11月13日より「ラストバージン」のPV配信が、11月27日より「会心の一撃」と「リユニオン」の楽曲配信が開始された。

## ミュージック・ビデオ
※シングル収録曲は各リンク先を参照。 
実況中継
監督：橋本大祐
メロディーやサウンドに合わせて独特のアニメーションが展開するという内容で、2014年2月5日にYouTubeで公開された。
会心の一撃
監督：大久保拓朗 / 製作：SEP,inc.
歌詞をモチーフにした内容で、1500人のエキストラを招いて埼玉県の上尾市民球場で撮影され、2013年12月14日にYouTubeで公開された。また、同日には「五月の蝿」のミュージックビデオも公開された。2014年1月22日には中国語字幕バージョンが、同年2月9日には韓国語字幕バージョンがYouTubeで公開された。

## 収録内容
| 全作詞・作曲: 野田洋次郎、全編曲: RADWIMPS。 |                          |            |            |      |
| #                                            | タイトル                 | 作詞       | 作曲・編曲 | 時間 |
| 1.                                           | 「いえない」             | 野田洋次郎 | 野田洋次郎 | 6:32 |
| 2.                                           | 「実況中継」             | 野田洋次郎 | 野田洋次郎 | 5:05 |
| 3.                                           | 「アイアンバイブル」     | 野田洋次郎 | 野田洋次郎 | 5:35 |
| 4.                                           | 「リユニオン」           | 野田洋次郎 | 野田洋次郎 | 5:19 |
| 5.                                           | 「DARMA GRAND PRIX」     | 野田洋次郎 | 野田洋次郎 | 4:09 |
| 6.                                           | 「五月の蝿」             | 野田洋次郎 | 野田洋次郎 | 5:02 |
| 7.                                           | 「最後の晩餐」           | 野田洋次郎 | 野田洋次郎 | 5:10 |
| 8.                                           | 「夕霧」                 | 野田洋次郎 | 野田洋次郎 | 1:40 |
| 9.                                           | 「ブレス」               | 野田洋次郎 | 野田洋次郎 | 6:22 |
| 10.                                          | 「パーフェクトベイビー」 | 野田洋次郎 | 野田洋次郎 | 3:56 |
| 11.                                          | 「ドリーマーズ・ハイ」   | 野田洋次郎 | 野田洋次郎 | 5:57 |
| 12.                                          | 「会心の一撃」           | 野田洋次郎 | 野田洋次郎 | 4:36 |
| 13.                                          | 「Tummy」                | 野田洋次郎 | 野田洋次郎 | 4:47 |
| 14.                                          | 「ラストバージン」       | 野田洋次郎 | 野田洋次郎 | 5:15 |
| 15.                                          | 「針と棘」               | 野田洋次郎 | 野田洋次郎 | 7:20 |

## ツアー
本作を携えたライブツアー「RADWIMPS GRAND PRIX 2014 実況生中継」が初の海外公演を含め33会場44公演で行われた。4月2日の青森公演までは「会心の一撃編」、4月5日の北海道公演からは「パーフェクトドリーマーズ編」のサブタイトルが付けられている。
また、現時点ではバンド史上最長のツアーとなっており、アリーナ会場での公演は26公演と、その後行われたアリーナツアー以上の規模である。
| 日程                       | 開場/開演    | 都道府県     | 会場                                                 |
| 会心の一撃編               | 会心の一撃編 | 会心の一撃編 | 会心の一撃編                                         |
| -------------------------- | ------------ | ------------ | ---------------------------------------------------- |
| 2月5日(水)                 | 18:30/19:30  | 群馬県       | 高崎club FLEEZ                                       |
| 2月7日(金)                 | 18:30/19:00  | 栃木県       | 栃木HEAVEN'S ROCK Utsunomiya VJ-2                    |
| 2月9日(日)                 | 17:30/18:00  | 山梨県       | 甲府CONVICTION                                       |
| 2月11日(火・祝)            | 17:30/18:00  | 長野県       | 松本Sound Hall a.C                                   |
| 2月15日(土)                | 17:00/18:00  | 愛知県       | 名古屋 日本ガイシホール                              |
| 2月16日(日)                | 16:30/17:30  | 愛知県       | 名古屋 日本ガイシホール                              |
| 2月20日(木)                | 18:30/19:00  | 鹿児島県     | 鹿児島CAPARVO HALL                                   |
| 2月22日(土)                | 17:00/18:00  | 熊本県       | 熊本Be-9                                             |
| 2月24日(月)                | 18:00/19:00  | 長崎県       | 長崎NCC&スタジオ                                     |
| 2月26日(水)                | 18:30/19:00  | 香川県       | 高松MONSTER                                          |
| 3月1日(土)                 | 17:00/18:00  | 徳島県       | アスティとくしま                                     |
| 3月8日(土)                 | 17:00/18:00  | 神奈川県     | 横浜アリーナ                                         |
| 3月9日(日)                 | 16:30/17:30  | 神奈川県     | 横浜アリーナ                                         |
| 3月13日(木)                | 19:00/19:30  | 奈良県       | 奈良NEVER LAND                                       |
| 3月15日(土)                | 17:00/18:00  | 石川県       | 石川県産業展示館4号館                                |
| 3月20日(木)                | 18:00/19:00  | 大阪府       | 大阪城ホール                                         |
| 3月21日(金・祝)            | 17:00/18:00  | 大阪府       | 大阪城ホール                                         |
| 3月26日(水)                | 18:30/19:00  | 茨城県       | 水戸LIGHT HOUSE                                      |
| 3月29日(土)                | 17:00/18:00  | 宮城県       | 宮城・セキスイハイムスーパーアリーナ(グランディ・21) |
| 3月30日(日)                | 16:30/17:30  | 宮城県       | 宮城・セキスイハイムスーパーアリーナ(グランディ・21) |
| 4月2日(水)                 | 18:30/19:00  | 青森県       | 青森Quarter                                          |
| パーフェクトドリーマーズ編 |              |              |                                                      |
| 4月5日(土)                 | 17:00/18:00  | 北海道       | 北海道立総合体育センター 北海きたえーる              |
| 4月9日(水)                 | 18:00/19:00  | 鳥取県       | 米子コンベンションセンターBiG SHiP                   |
| 4月12日(土)                | 17:00/18:00  | 福岡県       | マリンメッセ福岡                                     |
| 4月13日(日)                | 16:30/17:30  | 福岡県       | マリンメッセ福岡                                     |
| 4月19日(土)                | 17:00/18:00  | 広島県       | 広島グリーンアリーナ                                 |
| 4月20日(日)                | 16:30/17:30  | 広島県       | 広島グリーンアリーナ                                 |
| 4月26日(土)                | 15:30/17:30  | 埼玉県       | さいたまスーパーアリーナ                             |
| 4月27日(日)                | 15:30/17:30  | 埼玉県       | さいたまスーパーアリーナ                             |
| 5月6日(火・祝)             | 17:00/18:00  | 新潟県       | 朱鷺メッセ・新潟コンベンションセンター               |
| 5月10日(土)                | 17:00/18:00  | 静岡県       | 静岡エコパアリーナ                                   |
| 5月11日(日)                | 16:30/17:30  | 静岡県       | 静岡エコパアリーナ                                   |
| 5月24日(土)                | 18:00/19:00  | 韓国         | Yes24 MUV Hall                                       |
| 5月31日(土)                | 18:30/19:30  | 台湾         | Legacy Taipei                                        |
| 6月2日(月)                 | 19:00/20:00  | 香港         | Music Zone @ E‐Max                                   |
| 6月7日(土)                 | 18:30/19:30  | シンガポール | TAB                                                  |
| 6月14日(土)                | 17:00/18:00  | 和歌山県     | 和歌山ビッグホエール                                 |
| 6月21日(土)                | 17:00/18:00  | 岡山県       | CONVEX岡山                                           |
| 6月28日(土)                | 17:00/18:00  | 兵庫県       | 神戸ワールド記念ホール                               |
| 6月29日(日)                | 16:30/17:30  | 兵庫県       | 神戸ワールド記念ホール                               |
| 7月8日(火)                 | 18:00/19:00  | 東京都       | Zepp Tokyo                                           |
| 7月9日(水)                 | 18:00/19:00  | 東京都       | Zepp Tokyo                                           |
| 7月19日(土)                | 17:00/18:00  | 沖縄県       | 沖縄コンベンションセンター展示棟                     |
| 7月20日(日)                | 16:30/17:30  | 沖縄県       | 沖縄コンベンションセンター展示棟                     |